# 金東喆
金 東喆（キム・ドンチョル、英: Kim Dong-Cheol、1989年7月8日 - ）は、韓国出身のハンドボール選手。ハンドボール韓国リーグのSKホークス所属。

## 経歴
2012年にSKハンドボール韓国リーグの忠清南道体育会へ加入。
2015年から兵役義務のため、大韓民国国軍体育部隊のハンドボール部へ移籍。2016年のベストセブンを受賞。
2017年2月に日本ハンドボールリーグのトヨタ紡織九州へ加入。2016-17年シーズン最終戦・2017年2月25日のトヨタ自動車東日本戦で初出場し、1得点を挙げた。
2017-18年シーズンはリーグ歴代最多の159得点を挙げ、得点王のタイトルを獲得し、ベストセブン賞を受賞した。
2018-19年シーズンは自身の持つリーグ最高得点を大きく上回る211得点を記録し、得点王・フィールド得点賞（159得点）・7mスロー得点賞（52得点）のタイトルを獲得。最優秀選手賞とベストセブン賞を受賞した。
2019年3月に韓国リーグのSKホークスへ移籍することが発表された。

## 詳細情報

### 年度別成績
| 年       | チーム         | 試合 | フィールド 得点 | 率   | 7m     | 合計    | 警告 | 退場 | 失格 |
| -------- | -------------- | ---- | --------------- | ---- | ------ | ------- | ---- | ---- | ---- |
| 2016-17  | トヨタ紡織九州 | 1    | 1/5             | .200 | 0/0    | 1/5     | 0    | 0    | 0    |
| 2017-18  | トヨタ紡織九州 | 24   | 130/233         | .558 | 29/35  | 159/268 | 2    | 6    | 1    |
| 2018-19  | トヨタ紡織九州 | 24   | 159/260         | .612 | 52/65  | 211/325 | 6    | 5    | 0    |
| JHL：3年 | JHL：3年       | 49   | 290/498         | .582 | 81/100 | 371/598 | 8    | 11   | 1    |

- 各年度の太字はリーグ最高、赤太字はJHLにおける歴代最高

### タイトル・表彰

#### SKハンドボール韓国リーグ
- ベストセブン：1回 (2016年)

#### 日本ハンドボールリーグ
- 最優秀選手賞：1回 (2018年)
- ベストセブン賞：2回 (2017年・2018年)
- 得点王：2回 (2017年・2018年)
- フィールド得点賞：1回 (2018年)
- 7mスロー得点賞：1回 (2018年)

### 背番号
- 23 (2017年 - 2019年)